# 張璀
張璀（？—17世紀），字望之，號知非，福建泉州府同安縣人，明朝、南明政治人物。

## 生平
崇禎三年（1630年）庚午科舉人，七年（1634年）甲戌科進士，刑部观政，初授赵州知州，八年补授广东萬州知州，在當地建社學十餘所，革除檳榔稅；黎族入侵，他用計擒拿首領。十三年考察去職，十四年降補两淮盐运司知事，十五年遷瓊州推官，處置當地虐民的土豪；升揚州通判，陞南京戶部主事、員外郎，揭發奸臣錢弊，得敕到廣東收取糧餉；隆武年間擢任戶部江西司郎中，很快辭官回歸。

## 引用
1. 1 2  錢海岳《南明史·卷四十三·列傳第十九》：張璀，字望之，同安人。崇禎七年進士。授萬州知州，建社學十餘所，革陋規檳桹園稅數千金。生黎為害，計禽其魁。
2. ↑  《崇祯七年甲戌科进士三代履历》：张璀，曾祖荣，祖铭，父志潮。知非，易一房，壬寅年六月二十日生，泉州府同安县人，庚午乡试，会七十二名，二甲十名，刑部观政，六月授北直赵知州，乙亥补广东万州知州，庚辰考察，辛巳降補两淮盐运司知事，壬午升琼州府推官。
3. ↑  錢海岳《南明史·卷四十三·列傳第十九》：以屬邑多通，謫揚州通判，遷瓊州推官，宦豪虐民，多置之法。陞南京戶部主事、員外郎，揭奏奸相錢弊。敕差粵道糧餉，擢江西司郎中歸。